# Wikipedia chińskojęzyczna
Wikipedia chińskojęzyczna – prowadzona w języku chińskim edycja Wikipedii uruchomiona 11 maja 2001. 11 listopada 2011 roku chińskojęzyczna Wikipedia miała 384 072 artykułów, co dawało jej 12. pozycję wśród wszystkich edycji językowych.

## Nazwa Wikipedii
Chińskojęzyczna nazwa Wikipedii została ustalona 21 października 2003 po uprzednim głosowaniu. Nazwa (chiń. upr. 维基百科; chiń. trad. 維基百科; pinyin wéi jī bǎi kē) oznacza „Wiki-encyklopedia”. Transkrypcja słowa „wiki” jest złożona z dwóch znaków: 維/维, oznaczających połączenie czegoś za pomocą sieci (również za pomocą Internetu), oraz 基, oznaczającego fundamenty (najczęściej budynku). Tak więc nazwa może być interpretowana jako: „encyklopedia, która łączy (zbiera) fundamentalną wiedzę ludzkości”.
Jednakże najczęściej w języku chińskim słowo wiki zapisuje się nie jako 維基 / 维基, lecz jako 維客 / 维客 lub 圍紀 / 围纪, które są również transkrybowane jako „wiki”. Jako rezultat użycia takiej nazwy, terminy 維基 / 维基 stały się znakami rozpoznawczymi projektów Wikimedia Foundation.
Podtytuł Wikipedii chińskojęzycznej to: 海納百川，有容乃大 / 海纳百川，有容乃大. co oznacza: „Do morza spływają setki rzek. Jest ono zdolne, by wszystkie przyjąć i dlatego jest takie wielkie”. Podtytuł to pierwsza część dwuwiersza stworzonego przez Lina Zexu za czasów panowania dynastii Qing.

## Cenzura w Chińskiej Republice Ludowej
Wikipedia chińskojęzyczna oraz inne wersje językowe były w Chińskiej Republice Ludowej kilkukrotnie blokowane. Pod nadzorem cenzury powstaje Baidu Baike, nazywana także Baidupedią.
19 października 2005 chińska cenzura całkowicie zablokowała dostęp do Wikipedii. W rok później, 10 października 2006, została zdjęta blokada na anglojęzyczną i inne wersje językowe Wikipedii, jednak bez dostępu do części haseł, dotyczących m.in. Falun Gong i wydarzeń na placu Tian’anmen w 1989 roku. Chińska Wikipedia pozostała mimo to nadal zablokowana. Po siedmiu dniach wszystkie wersje językowe zostały ponownie całkowicie zablokowane. 15 czerwca 2007 roku blokada została zdjęta, jednak ponownie bez dostępu do części haseł i chińskiej wersji językowej Wikipedii. Po dwóch miesiącach, 31 sierpnia, serwery Wikipedii znowu zostały całkowicie zablokowane.
2 kwietnia 2008 blokada Wikipedii, także w wersji chińskojęzycznej, została całkowicie zniesiona na krótki okres. Blokada na Wikipedię chińskojęzyczną została później na pewien czas przywrócona i ponownie zdjęta 31 lipca 2008; jednym z powodów zdjęcia blokady mogłby być Igrzyska Olimpijskie odbywające się w Chinach w tym samym roku.
Blokada wersji chińskojęzycznej została przywrócona 19 maja 2015; pod koniec kwietnia 2019 roku blokada została rozszerzona na inne wersje językowa, a także powiązane projekty Wikimedia Foundation.

## Wersje językowe w pozostałych językach chińskich
Ze względu na dużą różnorodność języka chińskiego (jego odmiany często są klasyfikowane jako oddzielne języki) wersje językowe Wikipedii istnieją także w poszczególnych językach chińskich, takich jak mindong, wu, gan, hakka i klasyczny (dawny) język chiński. Istnieje również Wikipedia w języku kantońskim oraz Wikipedia w języku minnańskim.